# Список епархий восточнокатолических церквей
Восточнокатолические церкви — поместные католические церкви, использующие в церковной жизни один из восточных литургических обрядов и пребывающие в полном общении со Святым Престолом.
Данный список содержит различные церковные структуры Восточных католических церквей, такие как епархии, архиепархии, экзархаты, ординариаты.
Епархии разделены по принципу принадлежности к той или иной восточнокатолической церкви и сгруппированы в церковные провинции.

## Албанская католическая церковь
Апостольская администратура
- Апостольская администратура Южной Албании.

## Армянская католическая церковь
Церковная провинция Патриархата Киликии Армянской
- Патриархат Киликии Армянской
  - Архиепархия Бейрута;
  - Епархия Александрии;
  - Епархия Исфахана;
  - Епархия Эль-Камышлы;
  - Патриарший экзархат Дамаска;
  - Патриарший экзархат Иерусалима и Аммана.

Архиепархии
- Архиепархия Алеппо;
- Архиепархия Багдада;
- Архиепархия Константинополя;
- Архиепархия Львова.

Епархии
- Епархия Пресвятой Девы Марии Нарег в Нью-Йорке;
- Епархия Святого Креста в Париже;
- Епархия святого Григора Нарекаци в Буэнос-Айресе.

Экзархат
- Экзархат Латинской Америки и Мексики;

Ординариаты
- Ординариат Восточной Европы;
- Ординариат Греции;
- Ординариат Румынии.

## Болгарская католическая церковь
Епархия
- Епархия Святого Иоанна XXIII в Софии.

## Венгерская католическая церковь
Церковная провинция Хайдудорога
- Хайдудорогская архиепархия;
  - Епархия Мишкольца;
  - Епархия Ньиредьхазы.

## Греческая католическая церковь
Апостольские экзархаты
- Апостольский экзархат Греции;
- Апостольский экзархат Стамбула.

## Итало-албанская католическая церковь
Епархии
- Епархия Лунгро;
- Епархия Пьяна-дельи-Альбанези.

Территориальное аббатство
- Территориальное аббатство Гроттаферрата.

## Коптская католическая церковь
Церковная провинция Александрии Коптской
- Патриархат Александрии Коптской
  - Епархия Александрии;
  - Епархия Асьюта;
  - Епархия Гизы;
  - Епархия Исмаилии;
  - Епархия Луксора;
  - Епархия Эль-Миньи;
  - Епархия Сохага.

## Македонская католическая церковь
Апостольский экзархат
- Апостольский экзархат Македонии.

## Маронитская католическая церковь
Церковная провинция Антиохии Маронитской
- Антиохийский Патриархат;
  - Епархия Джуббе, Сарбы и Джунии;
  - Патриарший экзархат Иерусалима и Палестины;
  - Патриарший экзархат Иордании.

Архиепархии
- Архиепархия Алеппо;
- Архиепархия Антелиаса;
- Архиепархия Бейрута;
- Архиепархия Дамаска;
- Архиепархия Кипра;
- Архиепархия Тира;
- Архиепархия Триполи;
- Архиепархия Хайфы и Святой Земли.

Епархии
Ближний Восток
- Епархия Баальбека-Дейр-эль-Ахмара;
- Епархия Батруна;
- Епархия Библа;
- Епархия Захле;
- Епархия Каира;
- Епархия Лаодикеи;
- Епархия Сидона.

Диаспора
- Апостольский экзархат Западной и Центральной Африки;
- Апостольский экзархат Колумбии;
- Епархия Пресвятой Девы Марии Ливанских Мучеников в Мехико;
- Епархия Пресвятой Девы Марии Ливанской в Лос-Анджелесе;
- Епархия Пресвятой Девы Марии Ливанской в Париже;
- Епархия Пресвятой Девы Марии Ливанской в Сан-Паулу;
- Епархия святого Марона в Бруклине;
- Епархия святого Марона в Монреале;
- Епархия Святого Марона в Сиднее;
- Епархия святого Шарбеля в Буэнос-Айресе.

## Мелькитская католическая церковь
Церковная провинция Патриархата Антиохии Мелькитской
- Антиохийский патриархат
  - Архиепархия Дамаска;
  - Архиепархия Захле и Фурзола;
  - Архиепархия Александрии;
  - Архиепархия Иерусалима;
  - Патриарший экзархат Ирака;
  - Патриарший экзархат Кувейта;

Церковная провинция Алеппо
- Архиепархия Алеппо.

Церковная провинция Бейрута и Библа
- Архиепархия Бейрута и Библа.

Церковная провинция Босры и Хаурана
- Архиепархия Босры и Хаурана.

Церковная провинция Тира
- Архиепархия Тира;
  - Архиепархия Банияса;
  - Архиепархия Сидона;
  - Архиепархия Триполи.

Церковная провинция Хомса
- Архиепархия Хомса.

Церковная провинция Петры и Филадельфии
- Архиепархия Петры и Филадельфии.

Архиепархии
- Архиепархия Акки;
- Архиепархия Баальбека;
- Архиепархия Лаодикеи.

Диаспора
- Епархия Святого Михаила в Сиднее;
- Епархия Пресвятой Девы Марии в Сан-Паулу;
- Епархия Святого Спасителя в Монреале;
- Епархия Пресвятой Девы Марии в Мехико;
- Епархия Пресвятой Девы Марии Благовещения в Ньютоне;
- Апостольский экзархат в Аргентине;
- Апостольский экзархат в Венесуэле

## Российская католическая церковь
Апостольские экзархаты
- Апостольский экзархат России;
- Апостольский экзархат Харбина.

## Румынская католическая церковь
Церковная провинция Фэгэраша и Алба-Юлии
- Верховное Архиепископство Фэгэраша и Алба-Юлии
  - Епархия Клуж-Герлы;
  - Епархия Лугожа;
  - Епархия Марамуреша;
  - Епархия святого Василия Великого в Бухаресте;
  - Епархия Оради.

Диаспора
- Епархия святого Георгия в Кантоне.

## Русинская католическая церковь
Епархия
- Епархия Мукачево.

Апостольский экзархат
- Апостольский Экзархат Чешской Республики .

Церковная провинция Питтсбурга
- Архиепархия Питтсбурга;
  - Епархия Пармы;
  - Епархия Пассейика;
  - Епархия Пресвятой Девы Марии Защитницы в Финиксе.

## Сирийская католическая церковь
Церковная провинция Патриархата Антиохии Сирийской
- Антиохийский Патриархат;
  - Епархия Бейрута;
  - Патриарший экзархат Иерусалима.

Церковная провинция Дамаска
- Архиепархия Дамаска.

Церковная провинция Хомса
- Архиепархия Хомса.

Архиепархии
- Архиепархия Алеппо;
- Архиепархия Багдада;
- Архиепархия Мосула;
- Архиепархия Хасеке-Ниссиби.

Епархии
- Епархия Каира;
- Епархия Пресвятой Девы Марии Избавительницы в Ньюарке.

Экзархаты
- Апостольский экзархат в Венесуэле;
- Апостольский экзархат Канады;
- Патриарший экзархат Турции;
- Патриарший экзархат Басры и Кувейта;
- Патриарший экзархат Судана.

## Сиро-малабарская католическая церковь
Церковная провинция Коттаяма
- Архиепархия Коттаяма.

Церковная провинция Тричура
- Архиепархия Тричура;
  - Епархия Иринджалакуды;
  - Епархия Палаккада;
  - Епархия Раманатхапурама.

Церковная провинция Телличерри
- Архиепархия Телличерри;
  - Епархия Белтангади;
  - Епархия Бхадравати;
  - Епархия Манантавади;
  - Епархия Мандьи;
  - Епархия Тамарассерри.

Церковная провинция Чанганачерри
- Архиепархия Чанганачерри;
  - Епархия Канджирапалли;
  - Епархия Палаи;
  - Епархия Тукалая.

Церковная провинция Эрнакулам — Ангамали
- Верховное Архиепископство Эрнакулам — Ангамали;
  - Епархия Идукки;
  - Епархия Котамангалама.

Епархии в подчинении латинских митрополий
- Епархия Адилабада — церковная провинция Хайдарабада;
- Епархия Биджнора — церковная провинция Агры;
- Епархия Горакхпура — церковная провинция Агры;
- Епархия Джагдалпура — церковная провинция Райпура;
- Епархия Кальяна — церковная провинция Бомбея;
- Епархия Раджкота — церковная провинция Гандинагара;
- Епархия Сагара — церковная провинция Бхопала;
- Епархия Сатны — церковная провинция Бхопала;
- Епархия Удджайна — церковная провинция Бхопала;
- Епархия Чанды — церковная провинция Нагпура;

Автономная юрисдикция
- Епархия Фаридабада.

Диаспора
- Апостольский экзархат Канады;
- Епархия святого Фомы в Чикаго;
- Епархия Святого Фомы в Мельбурне.

## Сиро-маланкарская католическая церковь
Церковная провинция Тируваллы
- Архиепархия Тируваллы;
  - Епархия Батери;
  - Епархия Муваттупужа;
  - Епархия Путура.

Церковная провинция Тривандрама
- Верховное Архиепископство Тривандрама;
  - Епархия Мартандома;
  - Епархия Мавеликары;
  - Епархия Патанамтитты;
  - Апостольский экзархат США.

## Словацкая католическая церковь
Церковная провинция Прешова
- Архиепархия Прешова;
  - Епархия Братиславы;
  - Епархия Кошице.

Диаспора
- Епархия святых Кирилла и Мефодия в Торонто.

## Украинская католическая церковь
Церковная провинция Киева — Галича
- Верховное Архиепископство Киева — Галича;
  - Архиепископский экзархат Донецка;
  - Архиепископский экзархат Крыма;
  - Архиепископский экзархат Луцка;
  - Архиепископский экзархат Одессы;
  - Архиепископский экзархат Харькова.

Церковная провинция Ивано-Франковска
- Архиепархия Ивано-Франковска;
  - Коломыйская епархия;
  - Черновицкая епархия.

Церковная провинция Львова
- Архиепархия Львова;
  - Самборско-Дрогобычская епархия;
  - Сокальско-Жолковская епархия;
  - Стрыйская епархия.

Церковная провинция Тернополя — Зборова
- Архиепархия Тернополя — Зборова;
  - Бучачская епархия;
  - Каменец-Подольская епархия.

Церковная провинция Виннипега
- Архиепархия Виннипега;
  - Епархия Торонто;
  - Епархия Нью-Вестминстера;
  - Епархия Саскатуна;
  - Епархия Эдмонтона;

Церковная провинция Куритибы
- Архиепархия Святого Иоанна Крестителя в Куритибе;
  - Епархия Непорочного Зачатия Пресвятой Девы Марии в Прудентополисе.

Церковная провинция Перемышля — Варшавы
- Архиепархия Перемышля — Варшавы;
  - Вроцлавско-Кошалинская епархия;
  - Ольштын-Гданьская епархия.

Церковная провинция Филадельфии
- Архиепархия Филадельфии;
  - Епархия святого Николая в Чикаго;
  - Епархия Стемфорда;
  - Епархия святого Иосафата в Парме.

Другие епархии
- Епархия Покрова Пресвятой Богородицы в Буэнос-Айресе — церковная провинция Буэнос-Айреса;
- Епархия Святого Владимира Великого в Париже;
- Епархия Святого Семейства в Лондоне;
- Епархия Святых Петра и Павла в Мельбурне — церковная провинция Мельбурна.

Апостольские экзархаты
- Апостольский экзархат Германии и Скандинавии;
- Апостольский экзархат Италии.

## Халдейская католическая церковь
Церковная провинция Патриархата Вавилона Халдейского
- Патриархат Вавилона Халдейского;
  - Архиепархия Багдада;
  - Епархия Алькаша;
  - Епархия Акры;
  - Епархия Заху — Амадии.

Церковная провинция Киркука — Сулеймании
- Архиепархия Киркука — Сулеймании

Церковная провинция Тегерана
- Архиепархия Тегерана

Церковная провинция Урмия
- Архиепархия Урмии;
  - Епархия Сельмаса.

Другие архиепархии
- Архиепархия Ахваза;
- Архиепархия Эрбиля;
- Архиепархия Басры;
- Архиепархия Диярбакыра;
- Архиепархия Мосула.

Другие епархии
- Епархия Алеппо;
- Епархия Бейрута;
- Епархия Каира;
- Епархия Мар Аддая в Торонто;
- Епархия Святого Петра в Сан-Диего;
- Епархия Святого Фомы в Детройте;
- Епархия Святого Фомы в Сиднее.

## Хорватская католическая церковь
Епархия
- Крижевицкая епархия.

Апостольский экзархат
- Апостольский экзархат Сербии и Черногории.

## Эритрейская католическая церковь
Церковная провинция Асмэры
- Архиепархия Асмэры;
  - Епархия Барэнту;
  - Епархия Кэрэна;
  - Епархия Сэгэнэйти;

## Эфиопская католическая церковь
Церковная провинция Аддис-Абебы
- Архиепархия Аддис-Абебы;
  - Епархия Адди-Грата;
  - Епархия Бахр-Дара;
  - Епархия Эмдибира.

## Ординариаты для верных восточных обрядов
- Ординариат Австрии;
- Ординариат Аргентины;
- Ординариат Бразилии;
- Ординариат Польши;
- Ординариат Франции для верных восточного обряда.

## Апостольские администратуры для верных восточных обрядов
- Апостольская администратура для католиков византийского обряда в Казахстане и Средней Азии